# Audre susanae
Audre susanae är en fjärilsart som beskrevs av Orfila 1953. Audre susanae ingår i släktet Audre och familjen Riodinidae. Inga underarter finns listade i Catalogue of Life.